# Napoli Basket Vomero 2006-2007
Napoli Basket Vomero 2006-07.
- 05  Stefania Paterna 	guardia-ala  	180 cm 	10/04/1980
- 06  Mariangela Cirone 	play 	        170 cm 	07/02/1976
- 07  Paola Mauriello 	guardia-ala 	184 cm 	27/03/1981
- 08  Sara Giauro     	pivot   	190 cm 	25/10/1976
- 09  Lidia Mirchandani 	play/guardia 	170 cm 	27/07/1976
- 10  Immacolata Gentile     play    	175 cm 	17/11/1975
- 11  Nicole Antibe   	ala-pivot 	187 cm 	11/04/1974
- 12  Enrica Pavia    	play    	176 cm 	08/02/1989
- 13  Valentina Fabbri 	pivot   	196 cm 	23/09/1985
- 14  Astou Ndiaye    	pivot   	189 cm 	05/11/1973
- 16  Giada Novarina  	pivot   	192 cm 	10/07/1987
- 18  Maria Godas     	ala-pivot 	182 cm 	28/03/1989
- 19  Maria Laura Franchini 	play-guardia 	176 cm 	03/04/1989
- 20  Kedra Holland-Corn 	guardia 	173 cm 	05/11/1974